# Una canción para Lya
Una canción para Lya (en inglés: A Song for Lya) es una novela corta de ciencia ficción escrita por George R. R. Martin y publicada originalmente en la edición de junio de 1974 de la revista Analog Science Fiction and Fact. Ganó el Premio Hugo a la mejor novela corta en 1975.

## Trama
Robb y Lyanna son una pareja de telépatas contratados para investigar la razón detrás de la conversión de varios humanos a la religión del planeta Shkae. Las autoridades se encuentran preocupadas debido a que la religión de los shkeen (la raza alienígena habitante del planeta) incita a sus integrantes a ser consumidos por una especie parásita conocida como el Greeshka.
Lyanna queda perturbada luego de leer la mente de los humanos conversos, explicando a Robb que al usar su don sintió una conexión de una pureza que jamás había experimentado. A la mañana siguiente Lyanna desaparece y Robb recibe un sueño en que ella se le presenta y le revela la verdad detrás del Greeshka y lo invita a seguirla. Aunque el administrador de la colonia humana le asegura que pronto encontrarán a Lyanna, Robb lo duda, finalmente entendiendo la razón detrás de las conversiones.